# Joi Baba Felunath
Joi Baba Felunath è un film del 1978 diretto da Satyajit Ray.